# Stane Bobnar
Stane Bobnar, slovenski komunist, španski borec, partizan, politični komisar, prvoborec, častnik in narodni heroj, * 15. november 1912, Vevče, † 13. oktober 1996, Ljubljana.
Stane Bobnar je že pred 2. svetovno vojno bil aktiven član društva Svoboda. V KPS je vstopil leta 1935. Kot prostovoljec v Španski državljanski vojni se je bojeval v četi Matija Gubec. Avgusta 1937 je bil hudo ranjen zato so ga prepeljali na zdravljenje v Pariz, kjer je kasneje pričel politično delovati med slovenskimi izseljenci. V Ljubljano se je vrnil 1939 in pričej delovati v SKOJu. Po napadu na Jugoslavijo je bil prostovoljec v aprilski vojni, po okupaciji je kot član rajonskega komiteja KPS Ljubljana-Polje deloval vse do aretacije v juniju 1941 v političnih in vojaških pripravah na vstajo. Po kapitulaciji Italije je bil v Carbonari pri Bariju med organizatorji Prekomorskih brigad. Oktobra 1943 je sodeloval v bojih 1. prekomorske brigade za dalmatinske otoke, postal na Braču politični komisar 2. prekomorske brigade in odšel z njo proti Drvarju. Na Visu je bil politični komisar 3. prekomorske brigade in sodeloval z njo v bojih za osvoboditev Dalmacije in v sklepnih bojih za Reko. Po osvoboditvi je bil med drugim pomočnik političnega komisarja 31. divizije, načelnik kadrovskega oddelka jugoslovanskega vojnega letalstva v Zemunu in politični komisar višje oficirske šole v Ljubljani. V JLA je dosegel čin polkovnika.

## Odlikovanja
- red narodnega heroja
- red zaslug za ljudstvo I. stopnje
- red bratstva in enotnosti I. stopnje
- red partizanske zvezde II. stopnje
- red za hrabrost
- red za vojaške zasluge II. stopnje
- partizanska spomenica 1941